# 越南—吉尔吉斯斯坦关系
越南－吉尔吉斯关系（越南语： Quan hệ Việt Nam – Cư-rơ-gư-xtan）是指越南和吉尔吉斯斯坦之間的雙邊關係。

## 政治交流
越南于1991年12月27日承认吉尔吉斯斯坦的独立，并于1992年6月4日建立正式外交关系。两国关系友好，吉爾吉斯斯坦支持越南加入世貿組織，並支持越南參選2020-2021年任期的聯合國安理會非常任理事國。而越南亦支持吉尔吉斯参选2013-2015年任期的聯合國經濟及社會理事會成员国。

### 外交机构
目前两国暂未在对方首都互设大使馆，吉尔吉斯对越南的相关事务由吉尔吉斯斯坦驻韩国大使馆兼轄。自2018年12月起，越南对吉尔吉斯的相关事务由越南驻哈萨克斯坦大使馆兼辖。

## 旅行与签证

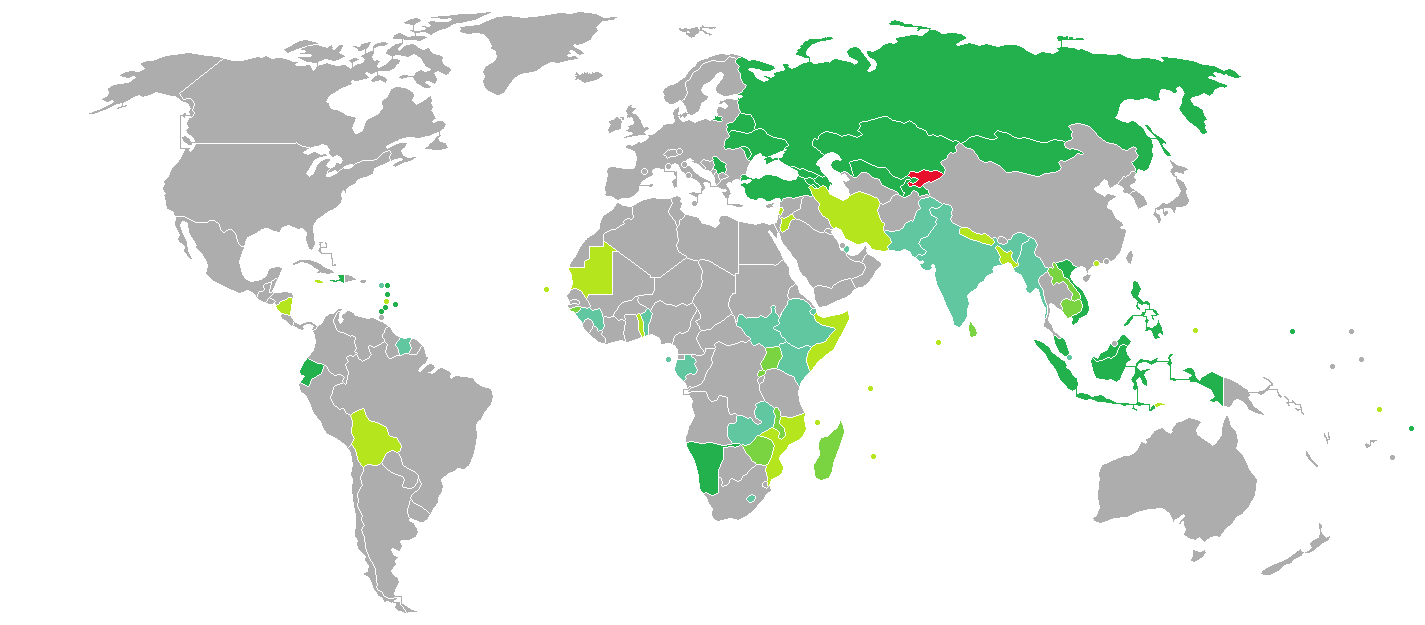
持吉爾吉斯護照的吉爾吉斯人口簽證要求分布圖：入境越南可以免签证。

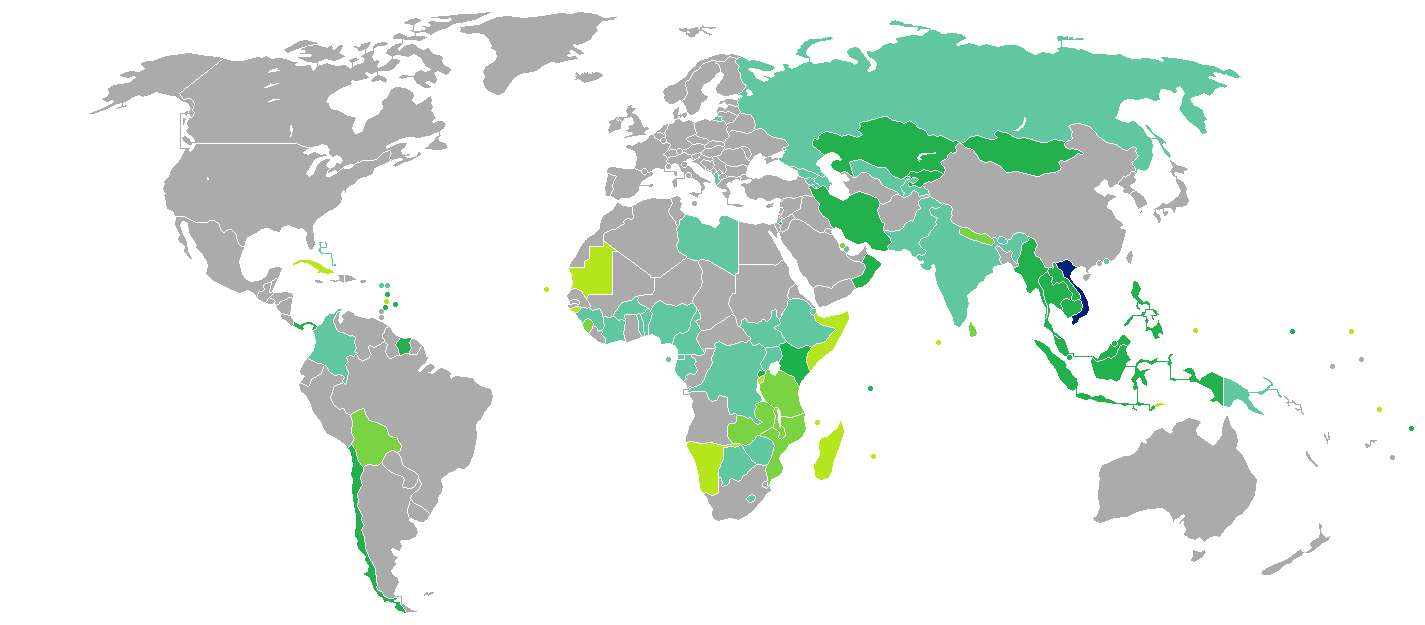
持越南護照的越南公民簽證要求分布圖：入境吉尔吉斯斯坦可以免签证。

### 簽證
參見：吉尔吉斯斯坦簽證政策和吉尔吉斯斯坦公民簽證要求
以及：越南簽證政策和越南公民簽證要求
前蘇聯與越南于1981年7月15日簽訂免签证協議，在吉尔吉斯脱离苏联独立后，吉尔吉斯仍然单方面承认该免签协议的有效性，并单方面给予越南公民免签证入境60天的待遇。而越南政府亦基于互惠原则给予持吉爾吉斯護照的吉尔吉斯斯坦公民30天免签证入境待遇，使得吉尔吉斯成為世界上首個可持普通護照免簽證入境越南的國家。该政策亦适用于两国外交、公务护照的持有人。

## 经贸
目前，越、吉經濟合作关系不紧密。2018-2019年，雙邊貿易額達100萬美元。2020年第一季度，越南對吉爾吉斯斯坦的出口額達到44.2萬美元，越南主要向吉爾吉斯斯坦出口胡椒、茶葉、腰果、電腦、電子產品、零部件等，並從吉爾吉斯斯坦進口機械設備和零配件。
2016年10月5日，越南與歐亞經濟聯盟自由貿易協定生效。越南政府表示自贸协定生效“有利于越、吉兩國今後推進經貿合作”，有分析指出该协定的生效亦有利于越南紡品、鞋類及水產品出口吉尔吉斯。

## 相关链接
- 越南外交部关于吉尔吉斯斯坦的国家概况介绍 （页面存档备份，存于）
- 吉尔吉斯斯坦驻韩国大使馆 （页面存档备份，存于）